# Adam Russell
Adam William Russell (né le 14 avril 1983 à North Olmsted, Ohio, États-Unis) est un ancien lanceur droitier de baseball de la Ligue majeure. 

## Carrière

### White Sox de Chicago
Adam Russell est drafté en sixième ronde par les White Sox de Chicago en 2004. Il fait ses débuts dans les majeures le 17 juin 2008 et termine la saison à Chicago, remportant quatre victoires contre aucune défaite avec une moyenne de points mérités de 5,19 en 16 parties et 26 manches lancées. Le 1er juillet, il est crédité de son premier gain en carrière dans un triomphe des White Sox sur les Indians de Cleveland.
Russell amorce 2009 dans les ligues mineures. Le 31 juillet, les White Sox échangent quatre lanceurs (les gauchers Aaron Poreda et Clayton Richard ainsi que les droitiers Dexter Carter et Russell) aux Padres de San Diego en retour de l'ancien vainqueur du trophée Cy Young, Jake Peavy. 

### Padres de San Diego
Russell lance 15 parties pour San Diego en 2009. Il maintient une moyenne de points mérités de 3,65 avec trois victoires et une défaite.
Le droitier partage la saison 2010 entre les majeures et les mineures. Il apparaît dans 12 matchs des Padres et présente une moyenne de points mérités de 4,02.

### Rays de Tampa Bay
Le 17 décembre 2010, les lanceurs Russell, Brandon Gomes et Cesar Ramos, ainsi que le joueur de champ intérieur Cole Figueroa, passent des Padres aux Rays de Tampa Bay dans la transaction qui envoie à San Diego le joueur d'arrêt-court Jason Bartlett. Russell fait 36 sorties en relève pour les Rays en 2011 et affiche une moyenne de points mérités de 3,03.

### Ligues mineures
Le 22 novembre 2011, Russell signe un contrat des ligues mineures avec les Braves d'Atlanta. Il passe 2012 dans les ligues mineures, d'abord dans l'organisation des Braves, puis dans celle des Angels de Los Angeles. En 2013, il joue pour un club-école des Orioles de Baltimore avant de rejoindre les Reds de Cincinnati, qui l'assignent aussi aux mineures, en mai 2014.

## Statistiques
| Saison | Équipe     | G  | GS | CG | SHO | V | D | SV | IP   | SO | ERA  |
| ------ | ---------- | -- | -- | -- | --- | - | - | -- | ---- | -- | ---- |
| 2008   | Chicago WS | 22 | 0  | 0  | 0   | 4 | 0 | 0  | 26.0 | 22 | 5,19 |
| 2009   | San Diego  | 15 | 0  | 0  | 0   | 3 | 1 | 0  | 12.1 | 14 | 3,65 |
| 2010   | San Diego  | 12 | 0  | 0  | 0   | 0 | 0 | 0  | 15.2 | 18 | 4,02 |
| Totaux | Totaux     | 49 | 0  | 0  | 0   | 7 | 1 | 0  | 54.0 | 54 | 4,50 |

Note : G = Matches joués ; GS = Matches comme lanceur partant ; CG = Matches complets ; SHO = Blanchissages ; 
V = Victoires ; D = Défaites ; SV = Sauvetages ; IP = Manches lancées ; SO = Retraits sur des prises ; ERA = Moyenne de points mérités.